# Dysmachus zaitzevi
Dysmachus zaitzevi är en tvåvingeart som beskrevs av Pavel Lehr 1996. Dysmachus zaitzevi ingår i släktet Dysmachus och familjen rovflugor.
Artens utbredningsområde är Israel. Inga underarter finns listade i Catalogue of Life.